# Zoé Talon
Zoé Talon, grevinna du Cayla, född 5 augusti 1785 i Le Boullay-Thierry, död 19 mars 1852 på Château de Saint-Ouen, var en nära vän, gunstling och officiellt mätress åt kung Ludvig XVIII av Frankrike.

## Biografi
Talon var dotter till hovadvokaten Antoine Omer Talon (1760-1811). Hon utbildades av Jeanne-Louise-Henriette Campan i L'Institution nationale de Saint-Germain och gifte sig 1802 med greve Baschi du Cayla (död 1851), med vilken hon fick en son och en dotter. 
Hon separerade från maken och bad om beskydd från honom av Ludvig XVIII, eftersom hennes svärmor, som hon hade en fortsatt god relation med, var hovdam hos Ludvigs hustru. Då Ludvig XVIII blev monark 1814 var hon också skyddsling åt vicomt Sosthène de La Rochefoucauld. Från 1817 var Talon känd som en förbindelsekanal för de ultrakonservativas inflytande på monarken. Hon fungerade också som kontaktkanal för personer som sökte ett officiellt ämbete. Hon mottog 1822 slottet Château de Saint-Ouen från kungen. 
Zoe Talon utövade inflytande på Ludvig och mottog många gåvor från honom, men i realiteten tros deras relation aldrig ha varit sexuell; samtida rapporterade att kungen var för gammal för sex och att Talon var för reserverad, och att kungen kallade henne för sin dotter och sin kärlek för henne faderlig.
Efter kungens död 1824 födde hon upp en ny typ av får som hon gav sitt namn samt understödde tillverkningen av Savonnerie-mattor innan de köptes upp 1826. Rosen 'Comtesse du Cayla' fick 1902 sitt namn efter henne.